# Митрофан III Константинопольський
Митрофан III (1520 — 9 серпня 1580) — двічі Вселенський Константинопольський патріарх — з 1565 по 1572 рік і з 1579 по 1580 рік.

## Біографічні дані
Він народився близько 1520 року в Пікрідіо (Хаскій) Константинополя. Його батько був болгарським торговцем керамікою. Його світське ім'я було Мануїл або Михайло. Він був відомий своєю освітою, але його також описують як амбітного та корисливого та без адміністративних навичок.
Він став ченцем у монастирі Мегістіс Лаври на Афоні та служив вікарієм церкви Святої Параскеви в Хаскіоі. Коли його особистий друг Діонісій Галатіан був обраний Вселенським Патріархом, Митрофан був відряджений до Патріаршого храму, а в 1546 році він був обраний митрополитом Кесарії за підтримки Патріарха. Той самий патріарх доручив йому місії до Венеції, Риму та Корфу близько 1549 року. Перебуваючи на посаді Патріаршого екзарха в Римі, він з власної ініціативи зустрівся з Папою Юлієм III, що спричинило серйозну кризу в Церкві та реакцію, яка вплинула на самого Патріарха. В результаті цього він був скинутий і засланий до Параноксії. У 1551 році він був помилуваний і пішов у монастир Святої Тріади в Халках, який він відремонтував, організував і обладнав чудовою бібліотекою.
У січні 1565 року він підписав як «кесаріанський» скинення патріарха Йоасафа II, якого він змінив, оскільки сам був обраний Вселенським патріархом за підтримки високоповажного Михаїла Кантакузина. Під час свого Патріарства займався фінансовими та адміністративними питаннями Патріархату, відвідував Молдову. Він вжив суворих заходів проти симонії, враховуючи самопосвячених рукоположень і тих, хто висвячений симонічним шляхом. Він був переговорником з римо-католиками та протестантами та дотримувався філантропічної політики, намагаючись діяти обережно. Під час свого патріархату, у 1568 році, султан Селім II наказав конфіскувати всі маєтки та рухоме майно монастирів гори Афон, а також їхніх ченців. Митрофаніс не зміг задовольнити зростаючі вимоги Кантакузина, який зрештою домігся його усунення через фінансові причини та за розголошення державних таємниць 4 травня 1572 року.
Після його зречення, і поки він продовжував проживати в монастирі Святої Трійці, йому було передано єпархію Хіосу, а потім єпархію Лариси, яку він продав за тисячу флоринів. Він безуспішно намагався повернутися на Вселенський престол і в 1573 році був засланий на гору Афон з цієї причини. Однак він продовжував свої зусилля, і після страти Кантакузина йому вдалося за підтримки народу переобратися патріархом 29 листопада 1579 року. Він залишався на троні до своєї смерті 9 серпня 1580 року. Похований у монастирі Панагії Паммакарістоу в Константинополі.

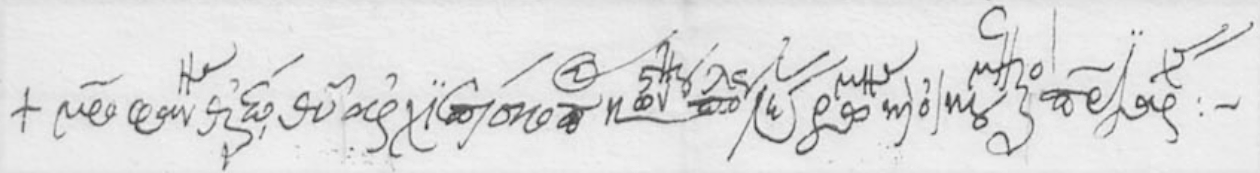
Підпис патріарха Митрофана III (червень 1580)

Після своєї смерті він залишив багато боргів перед позичальниками, які допомогли йому бути обраним патріархом, які його наступник зобов'язався сплатити.

## Виноски та посилання

### Виноски
1. ↑  «спокушає митрополитів і єпископів та інших ченців... перешкоди і сплату необхідної данини в державну скарбницю.[6]"
2. ↑  «Коли він помер, він був винен багато грошей багатьом білим князям, у яких ми зробили емісію, і він став патріархом. І коли він помирав, то сказав, що той, хто візьме Патріархат, повинен віддати і борги. І Єремія дав їх[5]…

### Реферали
1. 1 2 3 4  Μανουήλ Γεδεών.
2. 1 2 3  Σάθας, 1870.
3. ↑  Bekker, 1849.
4. ↑  Πανώτης, 2008.
5. 1 2  Ζαχαριάδου, 1996.
6. ↑  Παΐζη-Αποστολοπούλου, 1995.